# Windows Live Messenger
Windows Live Messenger (voorheen: MSN Messenger) was een chatprogramma dat deel uitmaakte van het Windows Live-platform. Met dit programma, dat ontwikkeld werd door Microsoft, kunnen gebruikers die beschikken over een Microsoft-account (voorheen Windows Live ID) elkaar digitale berichten sturen via het Microsoft Notification Protocol (MSNP).
Op 6 november 2012 kondigde Microsoft het einde van Windows Live Messenger aan. De stopzetting startte vanaf 8 april 2013 om op 30 april 2013 de ondersteuning officieel te stoppen. De dienst bleef in China tot en met 31 oktober 2014 bestaan en ook clients van derden bleven werken tot 31 oktober 2014. Microsoft gaf aan Skype verder te ontwikkelen. Gebruikers van Windows Live Messenger konden hun Live-account samenvoegen met een Skype-account. Hiermee werd een zogenaamd "Microsoft-account" aangemaakt.

## Functies
Volgende functies werden ondersteund:
- Audio- en videogesprekken.[4]
- Spelletjes spelen.[5]
- Buzzers versturen (de aandacht van een chatpartner trekken door diens scherm te laten schudden en een geluidssignaal af te spelen).
- Winks (kleine Flash-filmpjes) versturen.[5] Winks worden automatisch afgespeeld.
- Dynamische schermafbeeldingen.[5]
- Bestanden, waaronder foto's, met elkaar delen.
- Smileys, inclusief speciale smileys (niet-standaardsmileys).

## Geschiedenis
De ontwikkeling van Windows Live Messenger begon in 1999 onder de naam MSN Messenger, dat toentertijd nog onderdeel was van MSN. Het is ook de naam waaronder het programma nog steeds het meest bekend is. Er ontstond zelfs een nieuw werkwoord: 'msn'en'. Tot versie 8 (uitgebracht in 2005) droeg Windows Live Messenger de naam MSN. Het werd in dat jaar hernoemd en viel onder andere diensten binnen Windows Live.
MSN wordt vaak verward met de startpagina MSN.nl, omdat vroeger MSN.nl dit chatprogramma aanbood en nu Windows Live. De naamswijziging houdt verband met de opsplitsing van MSN en Windows Live.

### Einde
In 2012 besloot Microsoft om Windows Live Messenger op te doeken. Gebruikers zouden moeten overstappen op Skype, dat Microsoft in 2011 overkocht. In de loop van april 2013 werden de gebruikers van Windows Live Messenger geleidelijk omgezet. Sinds 30 april kan het programma niet langer worden gebruikt, tenzij de gebruiker een modificatie installeert.

## Versies
MSN Messenger 7.5 is bedoeld voor gebruik onder Windows XP en Windows Vista, maar werkt ook met Windows 2000. Windows Live Messenger 8.5+ is alleen beschikbaar voor Windows XP SP2+.

### Mac
Voor Macintosh-computers biedt Microsoft het alternatief Messenger for Mac, waarmee men kan inloggen op het Windows Live-netwerk. Gebruikers van de Mac-versie kunnen echter geen audio of video over het netwerk uitwisselen. De nieuwste versie hiervan is 8.0.1. Ook bestaan er onofficiële programma's waarmee men kan communiceren op het Windows Live-netwerk, zoals Pidgin, aMSN en Adium X. Deze worden meer frequent ontwikkeld dan Messenger for Mac.

### 2009
Windows Live Messenger 2009 werd voorzien van een geheel nieuw uiterlijk. Het werd ook voor het eerst mogelijk om bewegende schermafbeeldingen te gebruiken (bijvoorbeeld een kort filmpje). Ook kreeg elke contactpersoon een eigen (instelbare) achtergrond die men in het 'chatscherm' kan zien.

### 2011
In maart 2010 werd de bèta van Windows Live Messenger 2011 (versie 15.0) gelekt. Normale gebruikers konden zich niet aanmelden in deze bèta. Deze versie werkte op Windows Vista, Windows 7 en Windows 8 en dus niet meer op Windows XP.
De laatste versie van Windows Live Messenger 2011 is versie 15.4.3555.308 en werd uitgebracht op 20 maart 2012. Op 21 juni 2010 kwam de officiële Windows Live Messenger app voor iPhone, iPod touch en iPad uit in de Amerikaanse iTunes Store, inmiddels is deze ook in het Nederlands verschenen. Gebruikers kunnen in deze versie hun account op sociaalnetwerksites koppelen aan hun Windows Live-account. De gebruiker kan binnen Windows Live zo updates op deze netwerken volgen en zelf statusupdates op meerdere netwerken tegelijk doorvoeren. Het is ook mogelijk om vanuit het programma te chatten met Facebookvrienden.

### 2012
Op 7 augustus 2012 werd Windows Live Messenger 2012 (build 16.4.3503) uitgebracht.

## Populariteit
Windows Live Messenger was wereldwijd de meest gebruikte instant messenger. In 2004 maakten 27 miljoen Europeanen gebruik van dit programma. In Brazilië gebruikt 65% van de internetgebruikers MSN. In Polen is Gadu-Gadu waarschijnlijk de grootste speler. Vanaf circa 2011 verloor het aan populariteit tegenover Facebook.

## Etiquette
Het taalgebruik op MSN kenmerkt zich door het informele karakter, vluchtige interactie en eigen jargon met veel afkortingen, de zogenaamde MSN-taal. Op eigen wijze vult elk sociaalnetwerkmedium zijn etiquette in.

## Andere versies

### Mobiele versie
De mobiele versie is geschikt voor mobiele telefoons die ondersteuning hebben voor GPRS en J2ME. Het dataverbruik is in verhouding met de desktopversie erg laag, omdat de mobiele versie uitsluitend met tekst en heel kleine emoticons overweg kan.
In een later stadium zullen er mobiele telefoons uitkomen waarbij de UMTS-camera als webcam gebruikt kan worden. De nieuwste pocket-pc's voorzien van Windows Mobile 6.0+ beschikken over een volledig geïntegreerde versie van MSN Messenger.
Er is ook een speciale app beschikbaar voor toestellen die draaien op Android, iOS, Symbian, WebOS, Bada, en BlackBerry.

### Xbox 360
Windows Live Messenger was ook beschikbaar voor de Xbox 360 als onderdeel van de lente-update van 2007. Windows Live Messenger stelt de spelers in staat te chatten terwijl men spellen speelt, muziek luistert of films bekijkt. Via Windows Live Messenger kan men onmiddellijk zien of een contactpersoon een "gamertag" heeft, aangezien deze aan het Windows Live ID gekoppeld is.
Afgezien van een qwerty- of azerty-toetsenbordonderdeel voor de bestaande controller die in de zomer op de markt wordt gebracht ondersteunt de Xbox 360 ook USB-toetsenborden zodat het typen van berichten erg gemakkelijk is.

## Blokkade van Google-diensten
Windows Live Messenger blokkeerde pagina's van Googlepages, zo was het niet mogelijk een link als "http://willekeurigegebruikersnaam.googlepages.com/" via MSN te verzenden. Ook was het enige tijd niet mogelijk YouTube-links te verzenden, dit is echter aangepast: er is in versie 2011 zelfs YouTube-integratie aanwezig waardoor de filmpjes rechtstreeks in het chatvenster bekeken kunnen worden.

## Schermafbeeldingen
Schermafbeeldingen (oftewel: avatars) worden automatisch afgebeeld als iemand een chatgesprek met een ander voert. Eigen foto's of afbeeldingen kunnen naar keuze worden neergezet, maar er is ook een aantal standaardafbeeldingen waarvan de grootte kan worden aangepast. Veel afbeeldingen kunnen worden gedownload van internet, inclusief bewegende. Hier zijn ook betaalde versies van, die van humeur veranderen door smiley's te gebruiken. Als de webcam aangezet wordt, verandert de schermafbeelding in het "filmpje" dat de webcam "filmt".